# Nymphalis fischeri
Nymphalis fischeri är en fjärilsart som beskrevs av Standfuss. Nymphalis fischeri ingår i släktet Nymphalis och familjen praktfjärilar. Inga underarter finns listade i Catalogue of Life.